# Stazione di Otaru

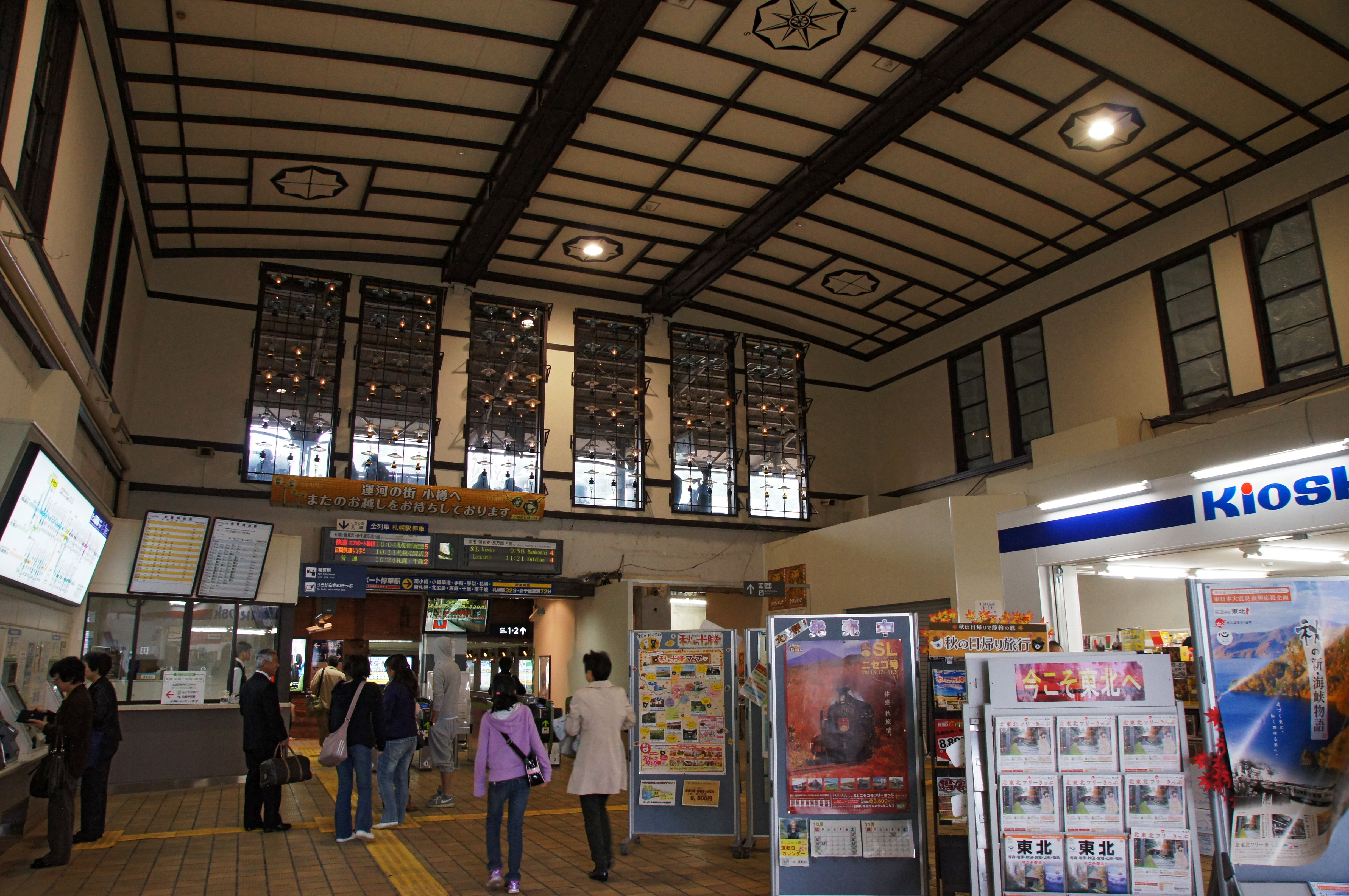
Vista dell'interno della stazione

La stazione di Otaru (小樽駅?, Otaru-eki) è la principale stazione ferroviaria di Otaru ed è gestita da JR Hokkaido.

## Linee

### Treni
JR Hokkaido
■ Linea principale Hakodate

## Struttura
La stazione consiste di due banchine a isola con 4 binari

### Binari
| 1・2 | ■ Linea Hakodate                      | Direzione Teine, Sapporo, Iwamizawa e Aeroporto di Shin-Chitose |
| 1・2 | ■ Linea Hakodate                      | Direzione Kucchan e Oshamambe                                   |
| 4    | ■ Linea Hakodate                      | Espresso "Airport" per Aeroporto di Shin-Chitose                |
| 4    | ■ Linea Hakodate                      | Direzione Teine, Sapporo, Iwamizawa                             |
| 4    | ■ Linea Hakodate                      | Direzione Kucchan, Oshamanbe                                    |
| 5    | ■ Linea Hakodate (solo verso Sapporo) | Espresso "Airport" per Aeroporto di Shin-Chitose                |
| 5    | ■ Linea Hakodate (solo verso Sapporo) | Direzione Teine, Sapporo, Iwamizawa                             |

- Presso la biglietteria si possono acquistare biglietti normali, espressi e riservati per tutte le linee JR dalle 5:30 alle 22:45

## Stazioni adiacenti
| «                         | Servizio                                          | »                         |
| Linea principale Hakodate | Linea principale Hakodate                         | Linea principale Hakodate |
| ------------------------- | ------------------------------------------------- | ------------------------- |
| Shioya                    | Locale Rapido Niseko Liner                        | Minami-Otaru              |
| Capolinea                 | Homeliner Rapido Airport Rap. sez. Ishikari Liner | Minami-Otaru              |

## Servizi
Presso la stazione sono presenti i seguenti servizi:
- Sala d'attesa
- Biglietteria presenziata
- Scale mobili
- Servizi igienici
- Armadietti per deposito bagagli
- Bar
- Convenience store
- Ufficio informazioni

## Interscambi
- Fermata autobus (piazzale esterno)
- Taxi